# Ugocsa
Le comitat d'Ugocsa (Ugocsa vármegye en hongrois, Ougotchan'ska joupa Угочанська жупа en ukrainien, comitatul Ugocei en roumain, Komitat Ugotsch en allemand, comitatus Ugotsensis en latin) est un ancien comitat du royaume de Hongrie qui a existé de 1876 à 1918. Son chef-lieu était la ville de Nagyszőllős, Sevljuš en ruthène, aujourd'hui Vynohradiv en Ukraine.

## Géographie
Le comitat d'Ugocsa avait une superficie de 1 213 km2 pour une population en 1910 de 91 683 habitants (densité : 75,6 hab/km2). Il était traversé d'est en ouest par la Tisza.
Il était limité au nord et à l'ouest par le comitat de Bereg, à l'est par le comitat de Máramaros et au sud par le comitat de Szatmár.

## Histoire
Le comitat a existé de 1876 à 1918 soit pendant la durée d'existence de l'Empire austro-hongrois.
En 1918, les 3/4 nord du comitat ont été attribués à la Tchécoslovaquie, ce qui fut confirmé au traité de Trianon en 1920 et formèrent une partie de la province de Ruthénie avec pour chef-lieu la ville de Vel'ka Sevljuš.
Le quart sud fut attribué à la Roumanie et inclus dans le județ de Satu Mare pour former la plașa Ugocea (partie du pays de Oaș) qui avait pour chef-lieu la commune d'Halmeu.
En 1938, lors du premier arbitrage de Vienne, la partie tchécoslovaque fut annexée par la Hongrie.
En 1940, lors du deuxième arbitrage de Vienne, la partie roumaine fut annexée par la Hongrie.
À l'issue de la Seconde Guerre mondiale, la partie ex-tchécoslovaque fut intégrée dans l'oblast de Transcarpatie en Ukraine soviétique tandis que le sud réintégra la Roumanie et le județ de Satu Mare.

## Subdivisions
Le comitat d'Ugocsa comptait deux districts.
| District    | Chef-lieu   |
| ----------- | ----------- |
| Tiszáninnen | Nagyszőllős |
| Tiszántúl   | Halmi       |

## Démographie
En 1900, le comitat comptait 83 267 habitants dont 35 702 Hongrois (42,88 %), 32 721 Ruthènes (39,30 %), 9 270 Roumains (11,13 %) et 5 505 « Allemands » (6,61 %, chiffre incluant les Allemands des Carpates et les Juifs, de langue yiddish).
En 1910, on dénombrait 91 683 habitants dont 42 677 Hongrois (46,55 %), 34 415 Ruthènes (37,54 %), 9 750 Roumains (10,63 %) et 4 632 « Allemands » (5,05 %).